# Třída PCE-842
Třída PCE-842 je třída eskortních hlídkových lodí námořnictva Spojených států z doby druhé světové války. Jedná se o hlídkový derivát minolovek třídy Admirable vyvinutý jako náhrada pobřežních stíhačů ponorek třídy PC-461. Celkem bylo postaveno 68 plavidel. Část plavidel byla za druhé světové války upravena na záchranné lodě PCE(R), nebo velitelské lodě výsadkových operací PCE(C). Za války jich bylo 15 dodáno Velké Británii jako třída Kil. Další po válce získala námořnictva amerických spojenců. Část plavidel byla po vyřazení prodána do civilního sektoru.

## Pozadí vzniku

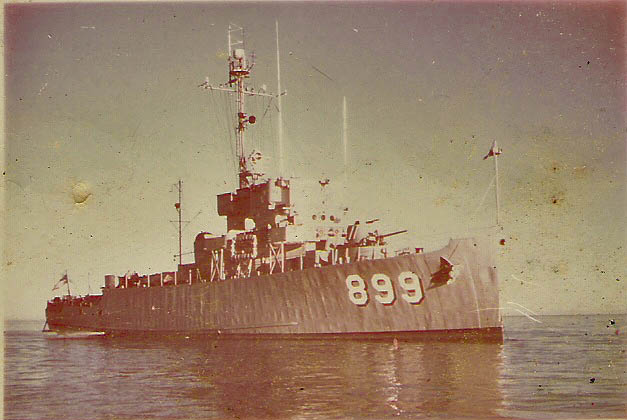
USS Lamar (PCE-899)

Protiponorková hlídková plavidla třídy PCE-842 byla vyvinuta pro nasazení do druhé bitvy o Atlantik. Velká Británie roku 1941 v rámci programu Lend-Lease objednala celkem 108 kusů plavidel typu PCE. Po vstupu USA do války většinu plavidel převzalo americké námořnictvo, zatímco britské námořnictvo převzalo pouze prvních 15 kusů. Nakonec bylo 134 plavidel objednáno, ale později byla stavba 66 zrušena. Celkem tedy vzniklo 68 jednotek této třídy. Stavbu zajistily loděnice Pullman Standard Car v Chicagu (34 ks), Albina v Portlandu (20 ks) a Willamette Iron & Steel v Portlandu (14 ks).

## Konstrukce

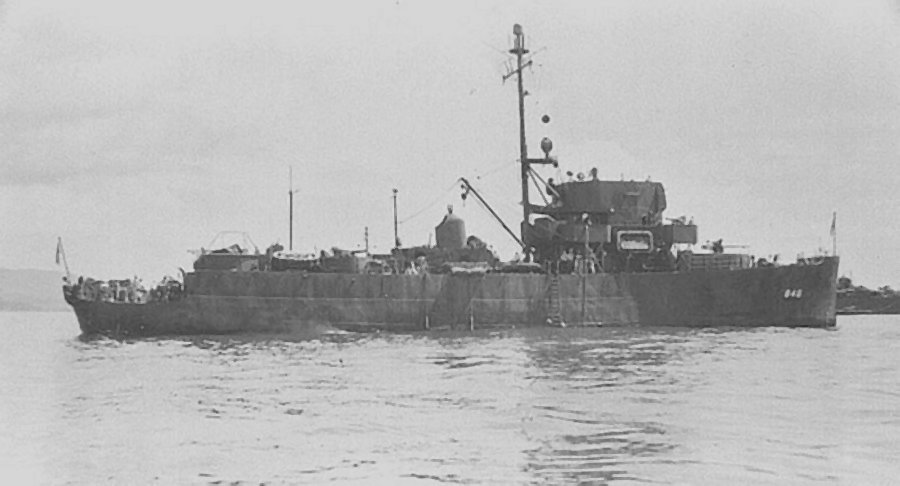
USS PCER-848

Výzbroj tvořil jeden dvojúčelový 76mm kanón, tři zdvojené 40mm kanóny Bofors, pět 20mm kanónů Oerlikon, jeden salvový vrhač hlubinných pum Hedgehog, dále čtyři vrhače a dvě skluzavky. Modifikované verze PCE(C) a PCE(R) nesly méně 20mm a 40mm kanónů. Detekci ponorek zajišťoval sonar. Pohonný systém tvoří dva diesely General Motors, o výkonu 2000 hp, roztáčející dva lodní šrouby. Nejvyšší rychlost dosahuje 15 uzlů. Dosah je 8500 námořních mil při rychlosti 12 uzlů.

### Modifikace
- PCE(R) – Záchranné lodě vybavené malou palubní nemocnicí (13 ks).[3]
- PCE(C) – Velitelské lodě výsadkových operací s rozšířeným spojovacím vybavením (7 ks).[3]
- PCE (Weather) – Meteorologická plavidla, mohla vypouštět meteorologické balóny (17 ks).[3]

## Uživatelé

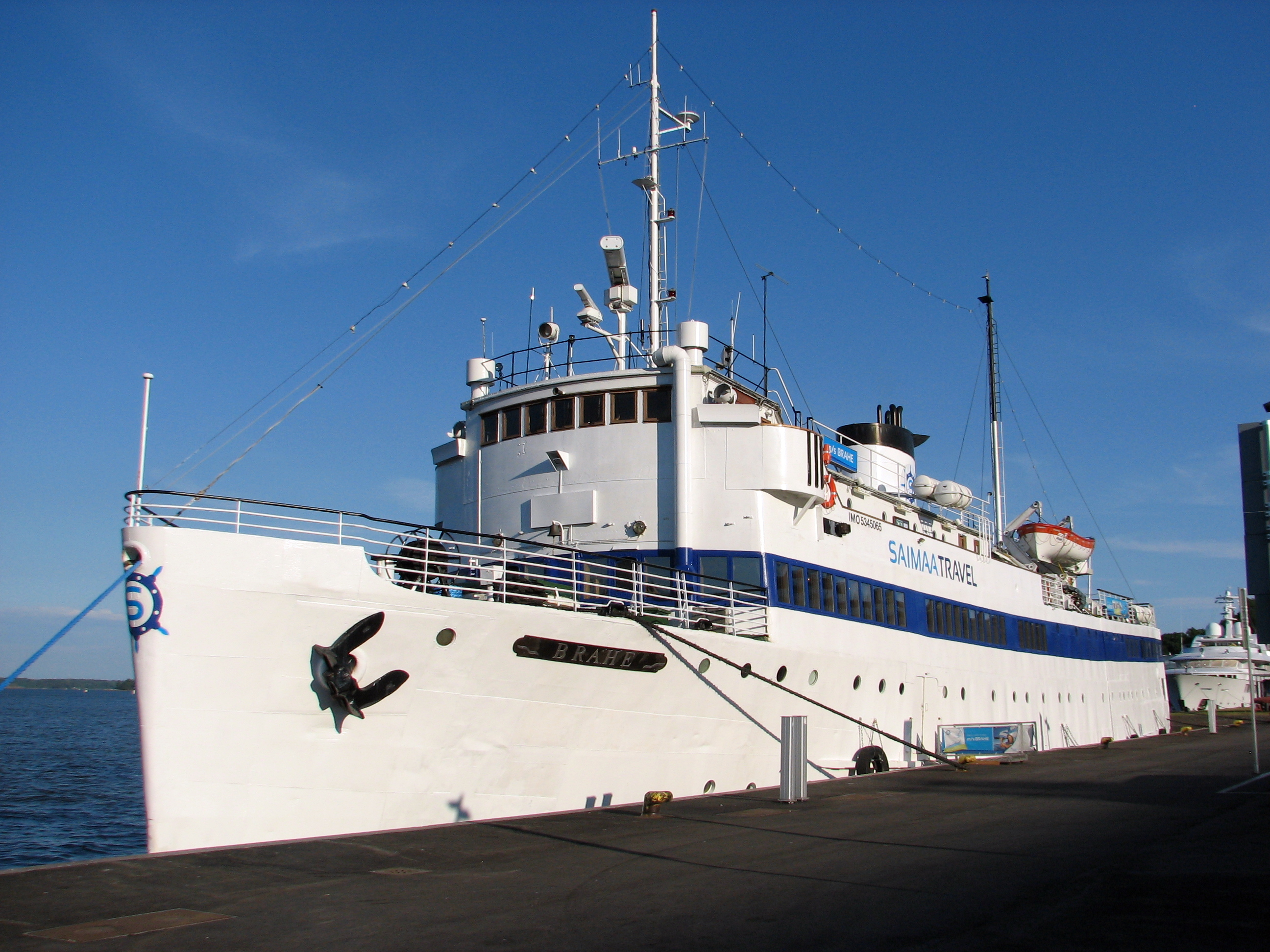
Civilní loď MS Brahe vznikla přestavbou vyřzené hlídkové lodě USS PCE-830

- Čínská republika Námořnictvo Čínské republiky v letech 1946–1948 získalo dvě jednotky této třídy, pojmenované Yung Hsiang a Yung Tai.[4]

- Ekvádor Ekvádorské námořnictvo získalo dvě jednotky této třídy: Manabi (ex PCE-874) a Esmeraldas (ex PCE-846).[4]

- Filipíny Filipínské námořnictvo získalo celkem sedm plavidel této třídy, částečně šlo o plavidla uprchlá po pádu Jižního Vietnamu. K roku 2018 jich pět stále bylo ve službě.[5] Čtyři zůstaly po vyřazení korvety Sultan Kudarat (PS-22) dne 5. července 2019.[6] Dne 10. prosince 2021 byly vyřazeny Miguel Malvar (PS-19) a Magat Salamat (PS-20), takže ve službě jako poslední zůstala korveta Pangasinan (PS-31).[7] Za několik týdnů bylo rozhodnuto reaktivovat vyřazenou korvetu Magat Salamat za účelem jejího využití pro velení podpůrné operaci po tajfunu Odette.[8] Vyřazená korveta Pangasinan byla 26. dubna 2023 potopena při námořním cvičení Balikatasan 23. Potopil ji bojový letoun F-35B Lightning II americké námořní pěchoty.[9] Vyřazená korveta Miguel Malvar měla být potopena v rámci mezinárodního cvičení Balikatan 2025, několik hodin předtím se však sama potopila několik námořních mil od plánované pozice západně od ostrova Luzon.[10]

- Jižní Korea Námořnictvo Korejské republiky v letech 1955 a 1961 získalo celkem osm jednotek této třídy.[4]

- Jižní Vietnam Námořnictvo Vietnamské republiky v 60. letech získalo plavidla Dong Da II (ex Crestview), Ngoc Hoi (ex Brattleboro) a Van Kiep II (ex Amherst).[4] Po pádu Jižního Vietnamu první dvě unikla na Filipíny a byla zařazena do filipínského námořnictva.[5]

- Kolumbie Kolumbijské námořnictvo provozovalo plavidlo San Andres (ex Rockville).[4]

- Kuba Kubánské revoluční námořnictvo roku 1947 získalo dvě jednotky této třídy: Caribe (ex PCE-872) a Siboney (ex PCE-893).[4]

- Mexiko Mexické námořnictvo roku 1947 získalo pět jednotek této třídy.[4]

- Myanmar (Barma) Myanmarské námořnictvo provozovalo korvetu Yan Taung Aung (ex Farmington, PCE-894).[4]

- USA US Navy za druhé světové války získalo 51 eskortních lodí této třídy. Tři byly po válce převedeny k pobřežní stráži.[4]

- Spojené království Royal Navy roku 1943 získalo 15 eskortních lodí, které byly označeny jako třída Kil. Všechny přečkaly válku a byly roku 1946 vráceny do USA.[2]